# آدولف بوسکه
آدولف بوسکه (فرانسوی: Adolphe Bousquet‎; ۱۴ اوت ۱۸۹۹ – ۱۷ مارس ۱۹۷۲) بازیکن راگبی ۱۵ نفره اهل فرانسه بود.